# Acer pluridens
Acer pluridens là một loài thực vật có hoa trong họ Bồ hòn. Loài này được T.Z.Hsu & H.Sun mô tả khoa học đầu tiên năm 1997.